# Jackie Verdell
Jackie Verdell (Philadelphia, 5 november 1937 - 3 augustus 1991) was een Amerikaans gospelzangeres.

## Carrière
Na de middelbare school ging Verdell in 1955 bij The Davis Sisters zingen. Daarvoor zong ze solo in het koor van Faith Temple in New York. Haar zangtalent viel op bij de toen nog jonge Aretha Franklin, die erg onder de indruk was. Verdell was de tweede soloist bij The Davis Sisters tussen 1955 en 1960 en is op veel opnames van Savoy te horen.
Jackie Verdell verliet de gospel in 1960 en begon met het zingen van popmuziek. Haar stem was lager geworden en ze haalde de hogere tonen niet meer. Ze tekende een contract bij Peacock Records voor het uitbrengen van drie singles. In de jaren 60 kwam ze nog enkele keren terug bij The Davis Sisters maar stopte voorgoed in 1966.
Ze verhuisde naar Chicago en ging samenwerken met dominee Jesse Jackson en Operation Push als soloist. Verdell maakte ook haar debuut in het theater met "Black Nativity" en ze zong in de Broadway musical "Don't cry Mary". In 1979 werd ze genomineerd voor een Grammy voor haar versie van "Kum by ya", wat volgens eigen zeggen een hoogtepunt in haar carrière was. In 1981 zong Verdell nog een laatste keer bij The Davis Sisters op het album The storm is passing over.
Na enkele mislukte popsingles zong ze als achtergrondzangeres voor onder andere The Drinkard Singers, Wilson Pickett, Dee Dee Warwick, Van Morrison, Clarence Wheeler & The Enforcers, Horace Silver en Martha Veléz. Haar enige soloalbum Lay my burden down uit 1983 werd geproduceerd door Joe Simon.
Door problemen met haar gezondheid kon ze haar carrière niet meer voortzetten. Jackie Verdell overleed in 1991.

## Discografie
- "You Ought to Know Him"/"Bye Bye Blackbird" (1961)
- "Why Not Give Me A Chance"/"Hush" (1962)
- "YKW"/"Come Let Me Love You" (1964)
- "Are You Ready for This"/"I'm Your Girl" (1967)
- "Does She Ever Remind You Of Me"/"Don't Set Me Free" (1967)
- "Call On Me"/"If We Are Really In Love" (1968)
- Blues That Gave America Soul (1960) met "Why Not Give Me A Chance"
- "He's Mine"/"We're Gonna Have A Good Time" (1974) (als Jacqui Verdell)
- Save The Children (1974) met "I'm Too Close To Heaven To Turn Around" (met ds. Jesse Jackson & the PUSH Expo Choir)
- The Complete Stax/Volt Soul Singles Volume 3, 1972-1975 (1994) met "He's Mine"
- The Soul Of Spring (1999) met "Can I Get A Witness"
- When Gospel Was Gospel (2005) met "You're Gonna Need Him"
- The Soul Of Spring, Volume 2 (2007) met "Walk All Over God's Heaven"
- Carman: Live: Radically Saved (1988)

### The Davis Sisters
- The Davis Sisters: The Famous Davis Sisters (1955)
- The Davis Sisters: Jesus Gave Me Water (1959)
- The Davis Sisters: The Davis Sisters Sing Authentic Southern Style Gospel (1964)
- The Davis Sisters: The Best of the Davis Sisters (1978/2001)

### Achtergrondzang
- Van Morrison: Moondance (1970)
- Clarence Wheeler & The Enforcers: Doin' What We Wanna (1970)
- Horace Silver: The United States Of Mind (1972)
- Martha Veléz:  Hypnotized  (1972)
- Wilson Pickett: Wilson Pickett's Greatest Hits (1989)
- Wilson Pickett: A Man And A Half (1992)
- Dee Dee Warwick: Turning Around (1970)
- Dee Dee Warwick: She Didn't Know - The Atco Sessions (1996)

### Soloalbum
- Lay My Burden Down (1983)